# Récepteur ionotrope

Récepteur ionotrope : le ligand, un neurotransmetteur, se lie à un site extracellulaire, ce qui provoque l'ouverture d'un canal transmembranaire par lequel peuvent pénétrer des ions (d'après Purves).

Un récepteur ionotrope sensible à un ligand est une protéine membranaire qui ouvre un canal ionique grâce à la liaison d'un messager chimique ou neurotransmetteur. Ils sont généralement sélectifs à un type d'ions tels que Na+, K+, Ca2+ ou Cl−. Ils sont localisés au niveau des synapses, où ils convertissent de manière extrêmement rapide un message pré-synaptique chimique (neurotransmetteur) en message post-synaptique électrique. Les récepteurs ionotropes s'opposent aux récepteurs métabotropes, qui eux ne possèdent pas de canaux ioniques.

## Classification
- Les récepteurs pentamériques (ou Cys-loop) : ils sont constitués de 5 sous-unités. On y distingue les canaux cationiques (récepteur nicotinique ou nAChR, récepteur sérotoninergique 5HT3) et les canaux anioniques (récepteur GABAA et GABAC, récepteur Glycine).
- Les récepteurs tétramériques (ou récepteur glutamate) : ils sont constitués de 4 sous-unités, sont activés par le glutamate et sont sélectifs pour les cations. On y distingue les récepteurs NMDA, récepteurs kaïnate et récepteurs AMPA en fonction de leur pharmacologie respective.
- Les récepteurs trimériques (ou P2X) : ils sont constitués de 3 sous-unités, sont activés par l'ATP et sont sélectifs pour les cations.

## Référence
1. ↑  Dale Purves, G-J Augustine, D. Fitzpatrick, W-C Hall, LaManta, McNamara, Williams, Neurosciences, De Boeck, 2005, 811 p..

- The Cys-loop superfamily of ligand-gated ion channels - the impact of receptor structure on function (1984)  Connolly, C. N. & Wafford, K. A.,  in Biochemical Society Transactions (2004) Vol. 32.